# Roncocreagris blothroides
Roncocreagris blothroides är en spindeldjursart som först beskrevs av Beier 1962.  Roncocreagris blothroides ingår i släktet Roncocreagris och familjen helplåtklokrypare. Inga underarter finns listade i Catalogue of Life.